# David Kiki
David Enagnon Kiki (Vakon, 25 novembre 1993) è un calciatore beninese, difensore del FCSB e della nazionale beninese.

## Caratteristiche tecniche
È un terzino sinistro.

## Carriera

### Club
Cresciuto nel settore giovanile del Belfort, ha esordito con la seconda squadra del club francese il 27 marzo 2013 in occasione dell'incontro vinto 1-0 contro il Mulhouse.

### Nazionale
Ha partecipato alla Coppa d'Africa 2019.

## Palmarès

### Club

#### Competizioni nazionali
- Campionato rumeno: 2

Farul Costanza: 2022-2023
FCSB: 2024-2025
- Supercoppa di Romania: 2

FCSB: 2024, 2025